# Barnard 7
Barnard 7 – ciemna mgławica znajdująca się w konstelacji Byka. Została skatalogowana przez amerykańskiego astronoma Edwarda Barnarda w jego katalogu.
Ciemna mgławica absorpcyjna Barnard 7 znajduje się w odległości 400 lat świetlnych od Ziemi. Mgławica ta rozciąga się na przestrzeni blisko 1° w pobliżu pyłowej mgławicy refleksyjnej. W centrum mgławicy Barnard 7 znajduje się młoda gwiazda zmienna RY Tauri. Ciemne mgławice podobne do Barnard 7 prawdopodobnie w przyszłości staną się miejscami formowania nowych gwiazd.